# Губин (гмина)
Губин (пол. Gubin) — сельская гмина (волость) в Польше, входит как административная единица в Кросненский повет, Любушское воеводство. Население — 7272 человека (на 2004 год).

## Сельские округа
1. Бежыце
2. Бжозув
3. Будорадз
4. Хенцины
5. Хлебово
6. Хоцеюв
7. Чарновице
8. Добре
9. Добжинь
10. Дженьск-Малы
11. Дженьск-Вельки
12. Дзиково
13. Гембице
14. Грабице
15. Грохув
16. Губинек
17. Яромировице
18. Язув
19. Канюв
20. Коморув
21. Коперно
22. Косажин
23. Козув
24. Куява
25. Любошице
26. Лазы
27. Ломы
28. Маркосице
29. Мельно
30. Нова-Вёска
31. Плесьно
32. Поляновице
33. Поле
34. Пузьна
35. Пшиборовице
36. Садзажевице
37. Сенковице
38. Сеньск
39. Старгард-Губиньски
40. Староседле
41. Стшегув
42. Валовице
43. Венглины
44. Велётув
45. Виташково
46. Завада
47. Женихув
48. Жытовань

## Соседние гмины
1. Гмина Бобровице
2. Гмина Броды
3. Гмина Цыбинка
4. Губин
5. Гмина Кросно-Оджаньске
6. Гмина Любско
7. Гмина Машево